# Diplotaxis siettiana
Diplotaxis siettiana (tên tiếng Tây Ban Nha: Jaramago de Alborán) là một loài thực vật có hoa thuộc họ Brassicaceae.
Loài này chỉ có ở đảo Alborán, Tây Ban Nha. Quần thể tự nhiên đã tuyệt chủng vào năm 1979, nhưng đã được trồng lại vào năm 1999.
Môi trường sống tự nhiên của chúng là thảm cây bụi kiểu Địa Trung Hải.
Chúng hiện đang bị đe dọa vì mất môi trường sống.